# Championnat d'Estonie de football 2024
Navigation
Meistriliiga 2023 Meistriliiga 2025
La saison 2024 du Championnat d'Estonie de football est la 34e de l'élite du football estonien.
Les dix meilleurs clubs du pays sont regroupés au sein d'une poule unique où ils s'affrontent quatre fois. En fin de saison, le dernier du classement est relégué et remplacé par le champion de deuxième division, tandis que le 9e affronte le vice-champion de D2 en barrage de promotion-relégation.
Le Flora Tallinn est le tenant du titre.
Le FCI Levadia Tallinn termine à la première place en fin de saison et remporte son 11e titre de champion d'Estonie.

## Compétition
Le classement est calculé avec le barème de points suivant : une victoire vaut trois points, le match nul un. La défaite ne rapporte aucun point.
Critères de départage :
1. Le moins de matchs annulés ou reportés ;
2. Faces-à-faces ;
3. Différence de buts dans les faces-à-faces ;
4. Le nombre général de victoires ;
5. Meilleure différence de buts générale ;
6. Nombre général de buts marqués

### Classement
| Rang | Équipe                 | Pts | J  | G  | N  | P  | Bp | Bc | Diff |
| ---- | ---------------------- | --- | -- | -- | -- | -- | -- | -- | ---- |
| 1    | FCI Levadia Tallinn    | 87  | 36 | 27 | 6  | 3  | 82 | 19 | +63  |
| 2    | JK Nõmme Kalju C       | 72  | 36 | 21 | 9  | 6  | 79 | 44 | +35  |
| 3    | Paide Linnameeskond    | 72  | 36 | 23 | 3  | 10 | 74 | 39 | +35  |
| 4    | FC Flora Tallinn T S   | 70  | 36 | 21 | 7  | 8  | 69 | 43 | +26  |
| 5    | JK Tammeka Tartu       | 42  | 36 | 11 | 9  | 16 | 47 | 54 | -7   |
| 6    | FC Narva Trans         | 42  | 36 | 10 | 12 | 14 | 48 | 63 | -15  |
| 7    | JK Vaprus Pärnu        | 35  | 36 | 9  | 8  | 19 | 35 | 57 | -22  |
| 8    | FC Kuressaare          | 34  | 36 | 8  | 10 | 18 | 46 | 67 | -21  |
| 9    | JK Tallinna Kalev      | 31  | 36 | 8  | 7  | 21 | 37 | 74 | -37  |
| 10   | FC Nõmme United (en) P | 15  | 36 | 2  | 9  | 25 | 22 | 79 | -57  |

Qualifications européennes
Ligue des champions 2025-2026
- 1er : 1er tour de qualification

Ligue Conférence 2025-2026
- C, 2e et 3e : 1er tour de qualification

Relégation en Esiliiga
- Barrages de relégation
- Relégation

Abréviations
- T : Tenant du titre
- C : Vainqueur de la Coupe d'Estonie 2024-2025
- S : Vainqueur de la Supercoupe d'Estonie 2024
- P : Promu de deuxième division

- La finale de la Coupe d'Estonie 2024-2025 se joue en 2025, le vainqueur se qualifie pour le premier tour de la Ligue Conférence 2025-2026, s'il est déjà qualifié via le championnat la place est donnée au quatrième du championnat.

### Barrage de relégation
À la fin de la saison, l'avant-dernier de Meistriliiga affronte la deuxième meilleure équipe d'Esiliiga (qui n'est pas une équipe réserve) pour tenter de se maintenir. 
Le match aller a lieu le 24 novembre et le match retour le 30 novembre 2024.
| Équipe              | Aller | Total | Retour | Équipe                 |
| ------------------- | ----- | ----- | ------ | ---------------------- |
| Viimsi JK (en) (D2) | 1 - 1 | 1 - 2 | 0 - 1  | JK Tallinna Kalev (D1) |

Légende des couleurs
- Le club se maintient en première division.
- Promotion en première division.
- Le club reste en deuxième division.
- Relégation en deuxième division.

Le JK Tallinna Kalev remporte les barrages et se maintient en première division

## Bilan de la saison
| Championnat d'Estonie de football 2024  |                                 |
| Champion                                | FCI Levadia Tallinn (11e titre) |
| Qualifications continentales            |                                 |
| Ligue des champions de l'UEFA 2025-2026 | FCI Levadia Tallinn             |
| Ligue Conférence 2025-2026              | JK Nõmme Kalju                  |
| Ligue Conférence 2025-2026              | Paide Linnameeskond             |
| Ligue Conférence 2025-2026              | FC Flora Tallinn                |
| Promotions et relégations               |                                 |
| Promus en Meistriliiga                  | Harju JK Laagri (en)            |
| Relégués en Esiliiga                    | FC Nõmme United (en)            |